# Laufenmühle (Welzheim)

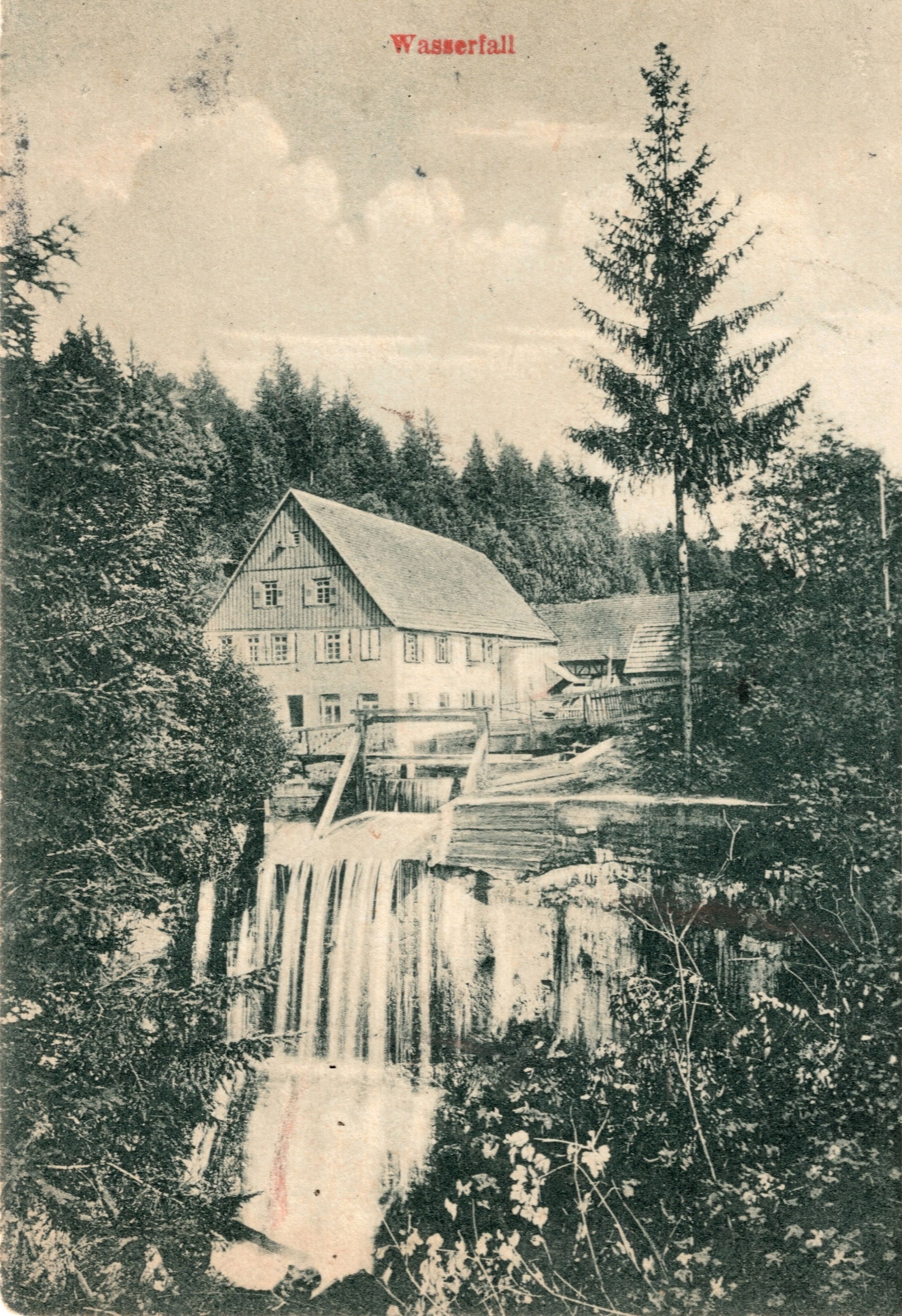
Postkarte Laufenmühle um 1913

Die Laufenmühle ist ein Ortsteil von Welzheim in Baden-Württemberg und befindet sich ca. 2,5 km westlich von Welzheim im Wieslauftal. Die namensgebende Laufenmühle wurde über Jahrhunderte als Mahlmühle und später auch als Sägemühle betrieben. Am Standort wird seit den 1950er Jahren eine Soziale Einrichtung betrieben.

## Geschichte der Mühle

### Name und Standort
Der Name geht auf einen Mühlenbetrieb zurück, der unmittelbar unterhalb eines 6 bis 8 Meter hohen Wasserfalls der Wieslauf einen idealen Standort fand, denn Wasserfälle oder Stromschnellen, im Alemannischen „Laufen“ genannt, erleichtern durch das lokal konzentrierte Gefälle die Nutzung der Wasserkraft. Der Wasserfall wurde für den Mühlenbetrieb und später das genau dort querende Eisenbahnviadukt stark überbaut, im Gegensatz zum etwa gleich hohen Mündungsfall des unmittelbar unterhalb zufließenden Edenbachs. Beide Fälle bildeten sich an den widerstandsfähigen, nahezu horizontal lagernden Bänken des Unteren Stubensandsteins, auch Fleins genannt.
Nur gut 500 Meter weiter flussabwärts entstand an einem weiteren Wasserfall am Beginn der Wieslauf-Schlucht (alemannisch „Klinge“) die Klingenmühle, deren Wasserrad eine Sägerei antrieb.

### Erste urkundliche Erwähnungen
Die Laufenmühle wurde erstmals im Jahre 1582 urkundlich erwähnt. Aus den Altwürttembergischen Lagerbüchern ergibt sich, dass die Laufenmühle im Eigentum der Schenken von Limpurg stand und als erblichen Lehen an die Laufenmüller vergeben wurde. Die Schenken von Limburg besaßen zahlreiche Besitztümer in Welzheim und Umgebung.
Diese erste Erwähnung ist für die Laufenmüller nicht rühmlich. Die Schenken von Limpurg ließen die ihnen gehörenden Mühlen regelmäßig besichtigen. Die Protokolle darüber sind erhalten. Bei einem Laufenmüller, dessen Name nicht genannt ist, wurde beanstandet, dass die Messbecher zu klein waren und nicht den vorgeschriebenen Maßen entsprachen. Die Herrschaft soll den Müller zur Rede stellen und der Müller soll sofort, spätestens innerhalb eines Monats, korrekte Messbecher verwenden.

### Die Laufenmüller und die Folgen des Dreißigjährigen Krieges
Im Jahre 1597 begann die protestantische Kirche in Welzheim erstmals, die familiären Ereignisse von Geburt, Heirat und Tod in Kirchenbüchern aufzuschreiben. Bereits in diesem Jahr wurde der Laufenmüller Michel und seine Ehefrau Magdalena erwähnt. Ein Familienname wurde noch nicht genannt. Dieser Laufenmüller geriet in den Strudel des Dreißigjährigen Krieges und in die Pestepidemie der Jahre 1626/27. Sie rafften mehr als die Hälfte der Bevölkerung von Welzheim hinweg. Die meisten Häuser waren verlassen und lagen "wüst", so auch die benachbarte Klingenmühle. Die Laufenmühle hatte unter dem Krieg gelitten und wurde als heruntergekommen beschrieben, scheint jedoch nicht verlassen worden zu sein.

### Die Müller-Familie Fischer
Aus Bayern und aus der Steiermark kamen protestantische Glaubensflüchtlinge. In Welzheim wurden acht Neuzugezogene genannt. Die Laufenmühle bekam 1640 mit Georg Fischer aus Winterbach einen neuen Besitzer. Dieser wurde steuerlich deutlich niedriger eingeschätzt als die übrigen Mühlenbesitzer. Es wurde auch vermerkt, dass er eine Kuh und drei Esel besaß. Die Nachkommen von Georg Fischer betrieben die Laufenmühle über neun Generationen bis zum Jahre 1890.
Das Kirchenbuch von Welzheim dokumentiert unter dem 17. Juli 1670 eine Kirchenbuße für den Laufenmüller Adam Fischer, der die Ehe gebrochen und seine Stiefschwester Anna Margareta schwängerte. Ein weiterer Eintrag bezieht sich auf Adams Tochter, Christina Fischer. Unter dem 19. April 1732 ist die Geburt des vierten unehelichen Kindes von Christina, der „gottlosen Tochter“ Adam Fischers, verzeichnet.
1769 errichtete Daniel Fischer (* 1736, † 1788) neben der Mahlmühle eine Sägemühle. Er hatte jedoch das Pech, dass sie bereits ein Jahr später nach einem wolkenbruchartigen Regen weggeschwemmt wurde. Die Mahlmühle wurde schwer beschädigt. Ursächlich für den Schaden war die herzogliche Floßgasse, die für den Holztransport freigelassen werden musste. Der Laufenmüller wurde deshalb von Herzog Carl Eugen mit 600 Gulden entschädigt.
Die Steuereinschätzungen in Welzheim der Jahre 1808 bis 1824, nach denen sich auch das 1819 geschaffene württembergische Zweiklassenwahlrecht für den württembergischen Landtag richtete, offenbarten, dass die Müller der Laufenmühle und der Klingenmühle zu den reichsten Bürgern von Welzheim gehören. Sie verdienen das drei- bis vierfache der Bauern und das doppelte der Wirte.

### Wechselnde Eigentümer ab 1890
1890 übernahm Wilhelm Roehm die Laufenmühle, die jetzt aus dem eigentlichen Mühlengebäude, einem Wohnhaus und einer Remise zur Einstellung von Wagen und Geräten besteht. Roehm erweiterte die Mühle: Das oberschichtige Wasserrad wurde durch ein Zellenrad ersetzt. Dieses sollte nicht nur die Getreidemühle antreiben, sondern auch eine Kreissäge.
1899 übernahm der Metzgermeister Karl Schweikhardt aus Stuttgart, der sich als „Königlicher Hoflieferant“ ausweist, die Laufenmühle. Er ging unternehmerisch vor und erweiterte die Laufenmühle ganz wesentlich: Etwa 150 Meter oberhalb der Mühle erstellte er ein Stauwehr für ein Wassertriebwerk, mit dem Strom für den eigenen Bedarf produziert wurde. Neben der Wieslauf legte er zu Fischzuchtzwecken zwei Seen an, die von einer Quelle gespeist wurden und einen Ablass hatten, der unterhalb der Stauanlage wieder in das Flüsschen einmündete.

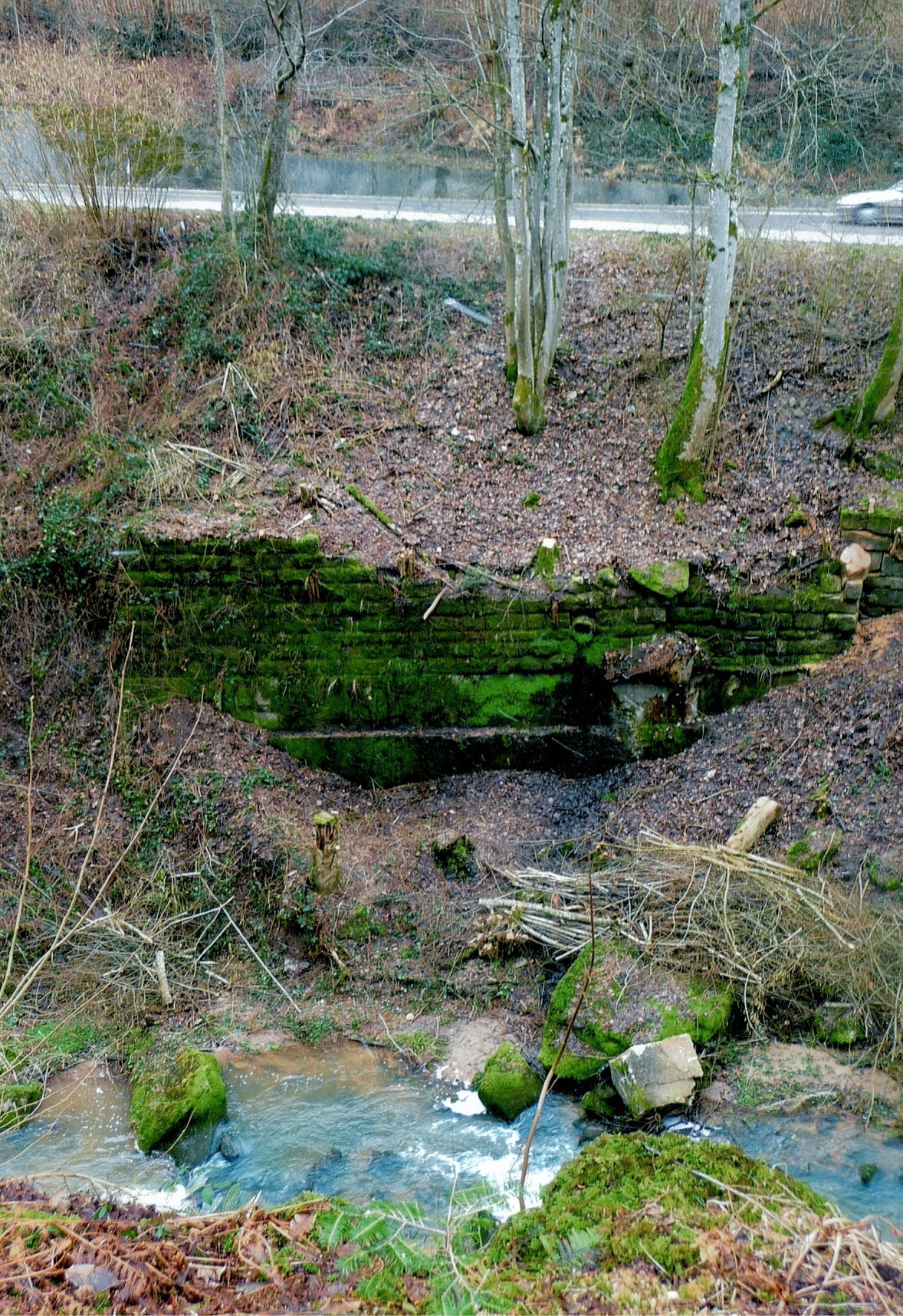
Grundmauern der ehemaligen Laufenmühle 2018

Letzter Eigentümer der Laufenmühle war Karl Baumann, Landwirt aus Welzheim, der die Mühle im Jahre 1921 übernahm. Dieser stellte den Mühlenbetrieb im Jahre 1924 ein und übertrug die Wassernutzungsrechte der Laufenmühle auf die Firma Haasis und Hahn, der bereits die weiter flussabwärts liegende Klingenmühle gehörte. Das Oberamt Welzheim befürwortete in einer Stellungnahme vom 9. Mai 1924 die neue Nutzung der Wasserrechte. Das Wehr und die Mühlenanlage der Laufenmühle durften belassen werden, weil die Wasserwerkanlagen so alt und gebrechlich gewesen seien, dass sie in zwei bis drei Jahren ganz hätten erneuert werden müssen. Im Mai 1928 verzichtete Karl Baumann auf die Mühlenkonzession. Das Oberamt verfügte am 12. Oktober 1928, dass die Stauanlage oberhalb der Laufenmühle restlos zu beseitigen war.

### Das Ende der Mühle
Am 16. Dezember 1929 brannten Mühlengebäude und Wohnhaus nieder. Der Brand wurde durch die 16-jährige Anna Strohmaier aus Klaffenbach gelegt. Sie konnte als Brandstifterin bereits mehrere Tage nach dem Brand ermittelt werden, weil sie ihre eigenen Kleider und Wäsche gut verpackt im Hühnerstall vor dem Feuer in Sicherheit gebracht hatte. Als Grund für die Brandlegung gab sie bei der Polizei an, ihr Dienstverhältnis als Magd mit dem Laufenmüller lösen zu wollen. Baumann verzichtet auf einen Wiederaufbau und erhielt von der Württembergischen Brandversicherung eine Entschädigung in Höhe von 30.000 Mark. Dieser Betrag reichte nicht aus, um seine Schulden zu decken. Die Grundstücke gingen in die Zwangsversteigerung. Die Stadt Welzheim erwarb einen sechs Meter breiten Streifen entlang der Straße. Dies war das endgültige Aus für die Laufenmühle. Die Brandruine wurde abgerissen.
Heute führt die Straße über die Stelle, wo die Mühle stand. Von dieser sind nur noch Reste der Grundmauer zu sehen.

## Gasthof und Hotel

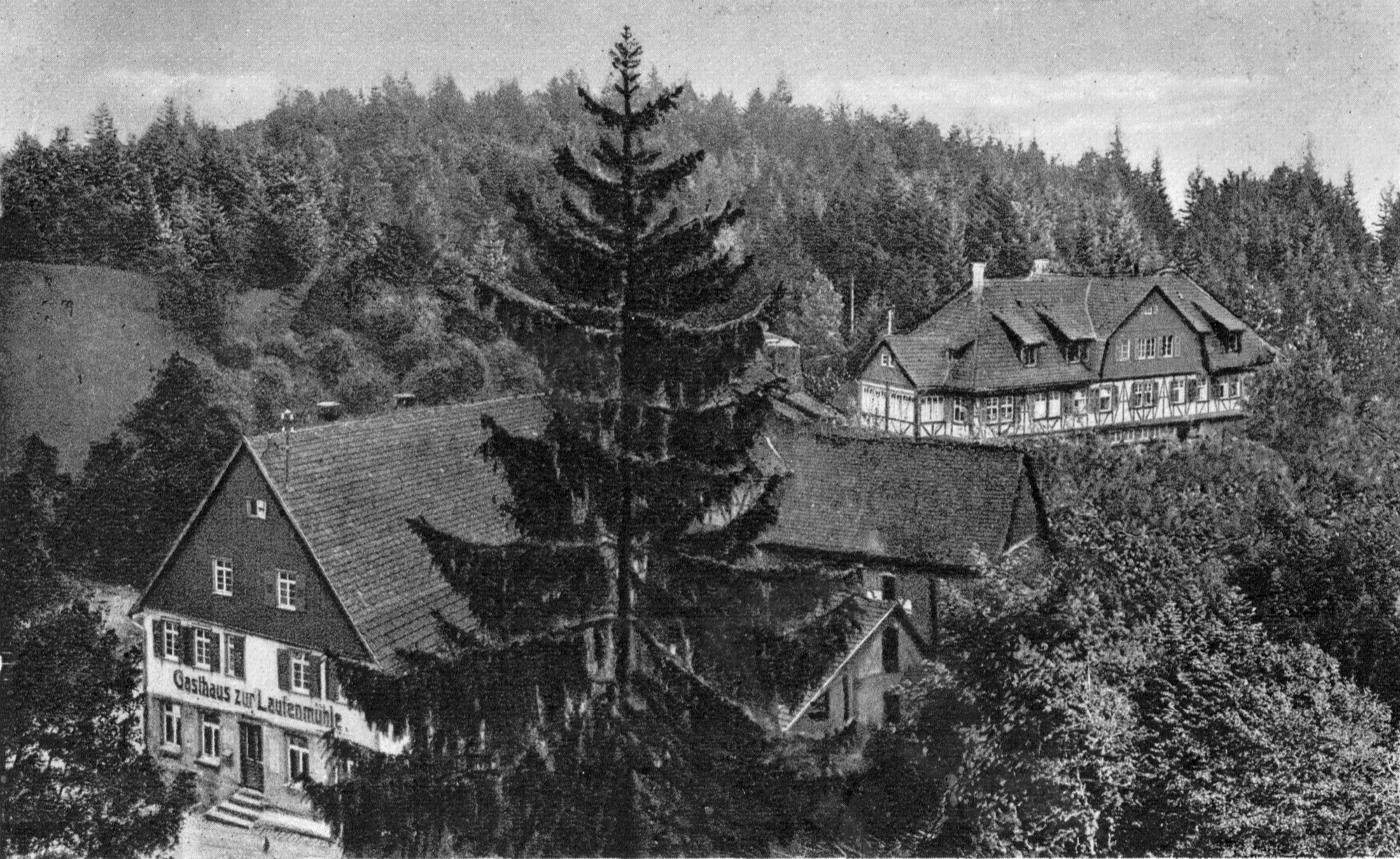
Kurhotel und Gasthaus zur Laufenmühle um 1925

Welzheim war bereits im 19. Jahrhundert ein Höhenkurort. Besonders die frische Luft des Welzheimer Waldes zog die Bevölkerung aus den Städten an. Daher wurde um 1890 in unmittelbarer Nähe der Laufenmühle das Gasthaus zur Laufenmühle mit einem separaten Kurhaus errichtet. Geboten wurde eine separate Gartenterrasse und 20 Fremdenzimmer. In den Sommermonaten kamen viele Erholungssuchende vor allem aus dem Stuttgarter Raum.
Unter Hitler wurden die Gebäude zu Lagern für Zwangsarbeiterinnen umfunktioniert, die in Welzheim und Umgebung für das Regime arbeiten mussten.

## Soziale Einrichtungen am Standort Laufenmühle
Von 1948 bis 1949 war in den Gebäuden die Knabenheimschule des Ev. Hilfswerks untergebracht. Zirka 70 Knaben vorwiegend aus den deutschen Ostgebieten wurden betreut. Leiter war Willibald Heldt. Im April 1951 gründeten Frau Rohlsen, Frau Lippert und Frau König das "Jugendhilfswerk Laufenmühle" und damit die anthroposophische soziale Arbeit in der Laufenmühle. 1973 fusioniert das Jugendhilfswerk mit dem bis dahin im nahen Rudersberg-Lindental ansässigen Christopherus-Heim, einer Behinderten-Einrichtung für Kinder, und übernimmt auch dessen Namen. Heute nennt sich die Einrichtung Christopherus Lebens- und Arbeitsgemeinschaft e.V.
Eine besondere Episode ist im Gründungsjahr 1951 ein literarisches Treffen, von dessen Teilnehmern heute einige zu den großen Erzählern des 20. Jahrhunderts zählen: Vom 18. bis 20. Oktober 1951 tagte die in den Nachkriegsjahren gegründete Literatenvereinigung Gruppe 47 unter der Leitung von Hans Werner Richter in der Laufenmühle. 33 junge Autoren präsentierten ihre Werke und stellten sich der unbarmherzigen Bewertung durch Kollegen und Kritiker. Die Teilnehmerliste liest sich wie ein ,who is who‘ der deutschen Nachkriegsliteratur: Ilse Aichinger, Walter Jens, Alfred Andersch, Rolf Schroers, Hermann Lenz, Wolfdietrich Schnurre, Wolfgang Hildesheimer, Hans Magnus Enzensberger und viele andere waren dabei. Martin Walser schnitt damals als junger Journalist mit einem Ü-Wagen für den Süddeutschen Rundfunk einige Lesungen vom Herbsttreffen der Gruppe 47 mit.
Heute bietet die Christopherus Lebens- und Arbeitsgemeinschaft etwa 130 Menschen mit Behinderungen Lebens- und Arbeitsplätze auf der Grundlage des anthroposophischen Menschenbildes. Seit Ende der 1970er Jahre wurden auf einer sonnigen Rodungsinsel oberhalb der historischen Laufenmühle die ersten neuen Wohnhäuser errichtet. Mittlerweile gruppieren sich dort mehrere Gebäude um einen zentralen Platz herum. Dort befinden sich Wohngruppen, Werkstätten, Therapieräume sowie Veranstaltungs- und Gemeinschaftsräume. Die Anzahl der Bewohner je Gruppe liegt zwischen 5 und 10 Personen.
In jüngerer Vergangenheit hat sich die naturnahe Lage im Wieslauftal unter dem Gesichtspunkt der gesellschaftlichen Inklusion als Standortnachteil erwiesen. Durch die Abgelegenheit der Einrichtung fand Interaktion mit Akteuren des kulturellen Lebens wenig statt. Der seit 2002 amtierende Geschäftsführer Dieter Einhäuser brachte daher die Idee eines Erfahrungsfeldes ins Spiel, mit dem nicht die behinderten Menschen in die Gesellschaft integriert, sondern umgekehrt die Bevölkerung ins Einrichtungsleben eingeladen werden sollte. Im Juli 2007 konnte nach dreijähriger Planungs- und Bauphase mit dem Erfahrungsfeld der Sinne Eins+Alles ein Sinnespark mit zunächst etwa 35 Erfahrungsstationen, einem Café und der Tieroase eröffnet werden, der seither knapp 20 behindertengerechte Arbeitsplätze geschaffen hat. Bewohner der Christopherus-Einrichtung arbeiten heute im Service des an das Erfahrungsfeld angeschlossenen Restaurants molina, in der Pflege der Gartenanlagen, an der Kasse, in der 2010 eröffneten Kaffeerösterei el molinillo sowie in der Betreuung der Besucher bei Führungen und Workshops. Grundgedanke ist dabei, in der Begegnung mit Gästen auf beiden Seiten Berührungsängste abzubauen und zu einer veränderten gesellschaftlichen Wahrnehmung von Menschen mit Behinderung beizutragen. Das Erfahrungsfeld verzeichnet seit seiner Eröffnung kontinuierlich steigende Besucherzahlen und hat 2010 rund 50.000 Gäste empfangen. Zugleich sind die Angebote weiter ausgebaut worden und umfassen ein breites Spektrum an Workshops sowie insgesamt mehr als 100 Stationen im Innen- und Außenbereich. Neben Familien mit Kindern wird Eins+Alles auch von Kindergärten, Schulklassen sowie für Teamschulungen und Festlichkeiten genutzt.

## Bahnhof Laufenmühle

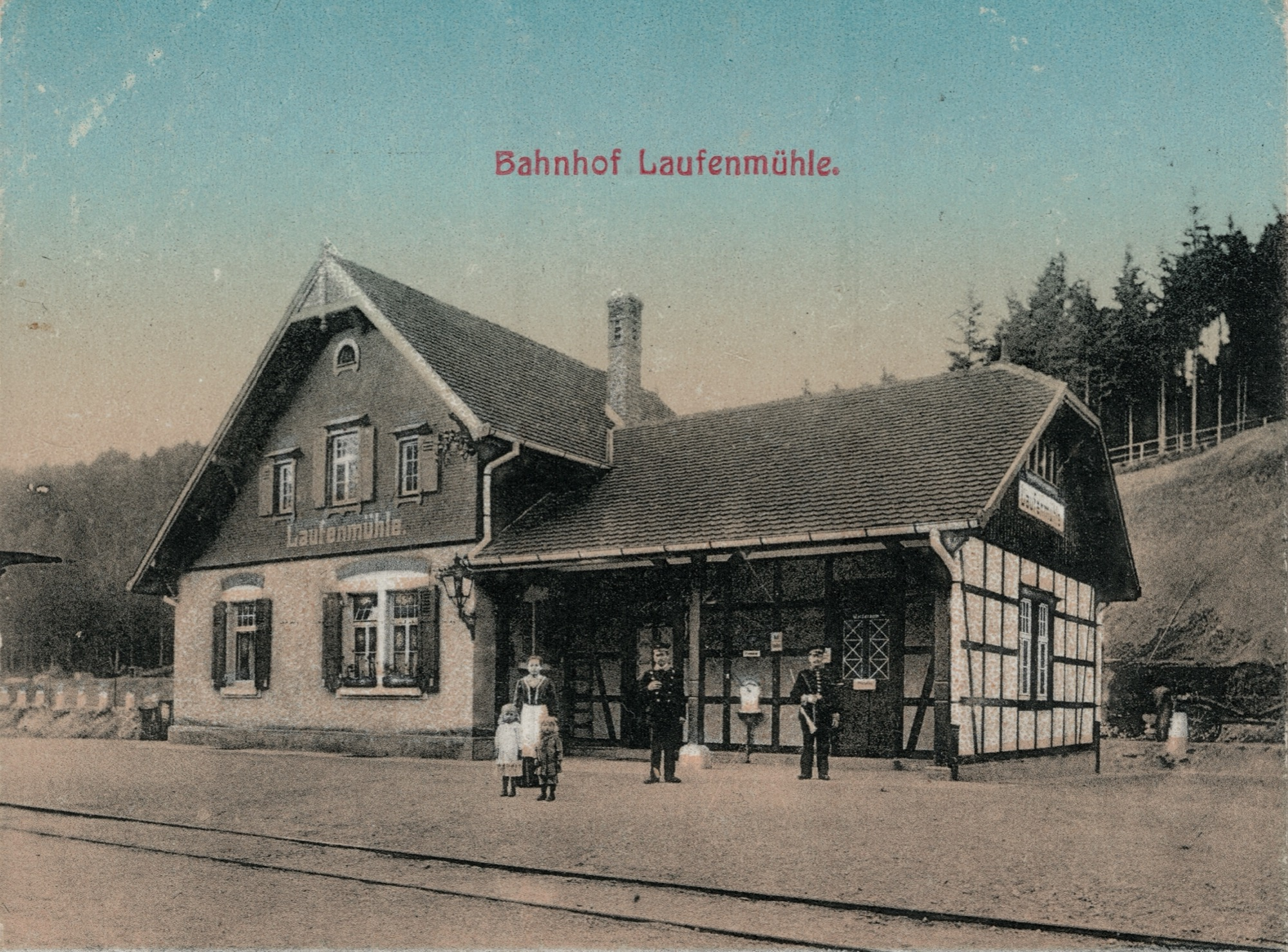
Bahnhof Laufenmühle 1911

Nach 15-jährigen Bemühungen entschied das Königreich Württemberg mit einem Gesetz vom 28. Juli 1905, eine Eisenbahnstrecke zwischen Welzheim und Schorndorf zu errichten und auch die Städte Rudersberg und Haubersbronn an die Bahnlinie anzubinden. Für die Strecke musste die Wieslaufschlucht durch einen weiten, geschwungenen Viadukt, 25 Meter hoch und 168 Meter lang, überbrückt werden. Ein Pfeiler des 1911 fertiggestellten Viadukts kam in der unmittelbaren Nähe der Laufenmühle zu stehen.

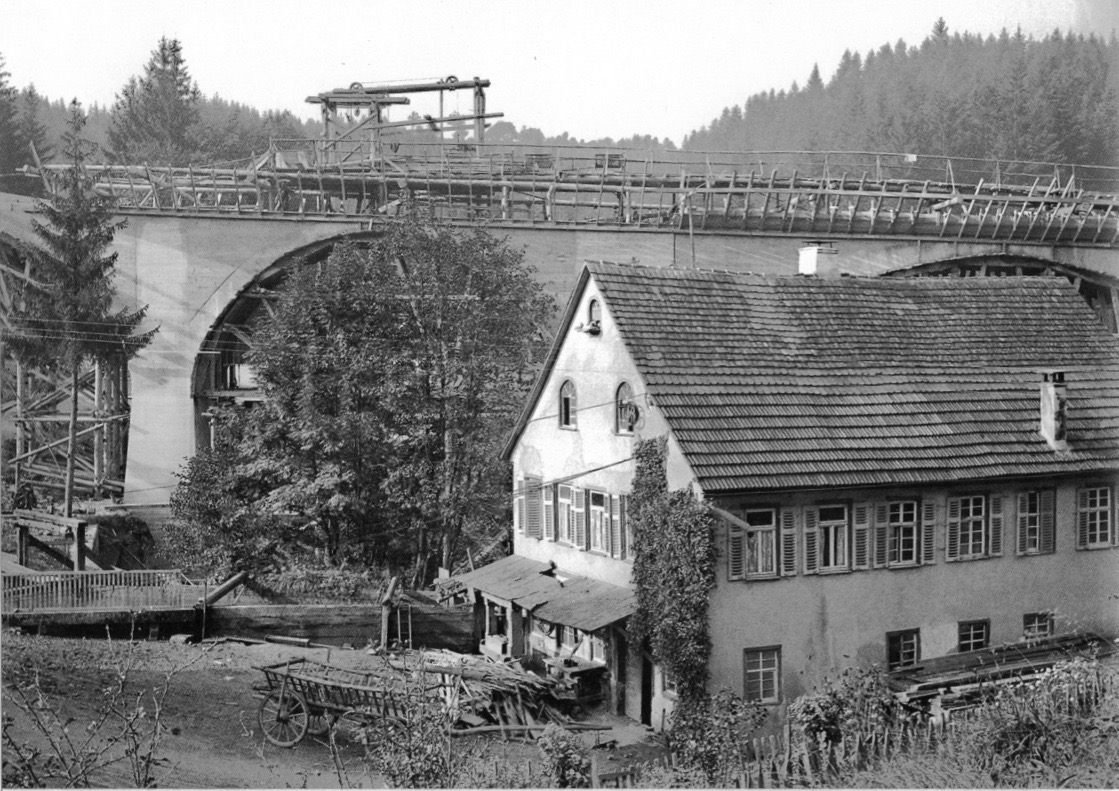
Viadukt im Bau, im Vordergrund die Laufenmühle, um 1910

Der malerische, kleine Bahnhof Laufenmühle liegt ca. 500 Meter nordwestlich der Laufenmühle. Errichtet 1911, erschloss er der Bahnhof das Kurhotel und das Gasthaus für den Tourismus. Der erste Zug erreichte die Laufenmühle am 24. November 1911. Die Fahrtzeit zwischen Schorndorf und Welzheim mit neun Zwischenaufenthalten betrug eine Stunde und fünfzehn Minuten.
1988 wurde der Personenverkehr auf der Strecke wegen der Unwirtschaftlichkeit eingestellt und weite Teile der Natur überlassen. Seit dem Jahr 1999 setzen sich Eisenbahnbegeisterte dafür ein, die Eisenbahnlinien für den Touristenverkehr wiederherzustellen. Daraus formierte sich der Förderverein Welzheimer Bahn e.V., dem es zwischen den Jahren 2000 und 2007 gelang, die Eisenbahnlinie wieder instand zu setzen. Die Wiederinbetriebnahme als Museumsbahn erfolgte im Mai 2010 mit einer Fahrt von Rudersberg nach Welzheim.
Das historische Bahnhofsgebäude wird heute als Restaurant genutzt und befindet sich an der landschaftlich attraktiven und reizvollen Bergbahnstrecke der Wieslauftalbahn, welche seit 1992 unter Denkmalschutz steht. Direkt nach dem Bahnhof Laufenmühle zweigt die Bahntrasse in ein Seitental der Wieslauf ab, deren tief eingeschnittene Schlucht sie auf dem 25 m hohen und 168 m langen Laufenmühleviadukt überwindet.
Das Bahnhofsgebäude wird als Modellbausatz von der Firma Vollmer nachgebaut.

## Tourismus
An der Laufenmühle befindet sich ein größerer Wanderparkplatz der Ausgangspunkt eines 10 km langen geologischen Lehrpfades ist. Von hier aus sind viele beliebte Ziele wie das Edenbachtal, die Kesselgrotte, der Bannwald Wieslaufschlucht, die Geldmacherklinge, der Ebnisee oder die Sternwarte Welzheim erreichbar. Das vom Christopherusheim betriebene Erfahrungsfeld der Sinne Eins+Alles ist ein anthroposophisch orientiertes Erlebnisgelände mit Sinnesstationen und Installationen. Dort wächst seit 2010 die weltweit größte Weidenkathedrale.

2000 bis zu sieben Meter lange Ruten wurden in Form von 32 Säulen angeordnet, welche das wachsende grüne Dach tragen. Die Arbeiten wurden von über 900 Schülern ausgeführt.